# Arrondissements da Bélgica
Na Bélgica há arrondissements (distritos) administrativos, judiciais e eleitorais. Estes podem ou não relacionar-se a áreas geográficas idênticas.

## Administrativo
O país federalizado Bélgica geograficamente é constituído de três regiões, das quais apenas a região flamenga e região valã estão subdivididas em 5 províncias cada; a região de Bruxelas-Capital não é nem uma província e nem é parte de uma.
Os 43 arrondissements (distritos) administrativos são um nível administrativo entre os municípios e as províncias. Bruxelas-Capital constitui um único distrito de todas as 19 comunas da região por esse nome. Por região uma visão geral das suas municipalidades (gemeenten/communes) e o distrito ou arrondissement administrativo que fazem parte podem ser encontrados na página municípalidades da Bélgica, para estes arrondissements administrativos também, mais referências técnicas estão disponíveis.

## Judicial
Bélgica tem 27 arrondissements judiciais.
| Arrondissement judicial | Província              | Contendo circunscrições administrativas                                 |
| ----------------------- | ---------------------- | ----------------------------------------------------------------------- |
| Arlon                   | Luxemburgo             | Arlon Virton                                                            |
| Antuérpia               | Antuérpia              | Antuérpia                                                               |
| Bruges                  | Flandres Ocidental     | Bruges (totalmente) Ostend (totalmente) Roeselare (parte) Tielt (parte) |
| Bruxelas                | none Brabante flamengo | Bruxelas-Capital Halle-Vilvoorde                                        |
| Charleroi               | Hainaut                | Charleroi (totalmente) Thuin (totalmente)                               |
| Dendermonde             | Flandres Oriental      | Sint-Niklaas (totalmente) Dendermonde (totalmente) Aalst (parte)        |
| Dinant                  | Namur                  | Dinant (totalmente) Philippeville (totalmente)                          |
| Eupen                   | Liège                  | Verviers (parte)                                                        |
| Ghent                   | Flanders Oriental      | Ghent (totalmente) Eeklo (totalmente)                                   |
| Hasselt                 | Limburg                | Hasselt (totalmente) Maaseik (parte)                                    |
| Huy                     | Liège                  | Huy (totalmente) Waremme (parte) Liège (parte)                          |
| Kortrijk                | West Flanders          | Kortrijk (totalmente) Roeselare (parte) Tielt (parte)                   |
| Leuven                  | Flemish Brabant        | Leuven (totalmente)                                                     |
| Liège                   | Liège                  | Liège (parte) Waremme (parte)                                           |
| Marche-en-Famenne       | Luxemburg              | Marche-en-Famenne (totalmente) Bastogne (parte)                         |
| Mechelen                | Antwerp                | Mechelen (totalmente)                                                   |
| Mons                    | Hainaut                | Mons (totalmente) Soignies (parte) Ath (parte)                          |
| Namur                   | Namur                  | Namur (totalmente)                                                      |
| Neufchâteau             | Luxemburg              | Neufchâteau (totalmente) Bastogne (parte)                               |
| Nivelles                | Walloon Brabant        | Nivelles (totalmente)                                                   |
| Oudenaarde              | East Flanders          | Oudenaarde (totalmente) Aalst (parte)                                   |
| Tongeren                | Limburg                | Tongeren(totalmente) Maaseik(parte)                                     |
| Tournai                 | Hainaut                | Tournai (totalmente) Ath (parte) Soignies (parte)                       |
| Turnhout                | Antwerp                | Turnhout (totalmente)                                                   |
| Verviers                | Liège                  | Verviers (parte)                                                        |
| Veurne                  | West Flanders          | Veurne (totalmente) Diskmuide (totalmente)                              |
| Ypres                   | West Flanders          | Ypres (totalmente) Roeselare (parte)                                    |

## Eleitoral
Até há pouco tempo os círculos eleitorais para os parlamentos foram arrondissements eleitorais; atualmente estes círculos são as províncias, exceto para os arrondissements Bruxelas-Capital (geograficamente coincidindo com o Região de Bruxelas-Capital) e Halle-Vilvoorde (um dos dois distritos da província Brabante Flamengo na região da Flandres), ainda que em conjunto formam o círculo eleitoral Bruxelas-Halle-Vilvoorde (em neerlandês kieskring Brussel-Halle-Vilvoorde, em francês cercle, ou circonscription électoral Bruxelles-Hal-Vilvorde).
- Para as eleições do Parlamento da Valônia, em 13 arrondissements (ou arrondissements agrupadas) ainda estão sendo usados como círculos Eleitorais:
  - Arlon — Marche-en-Famenne — Bastogne
  - Mons
  - Charleroi
  - Dinant — Philippeville
  - Tournai — Ath — Mouscron
  - Huy — Waremme
  - Liège
  - Namur
  - Neufchâteau — Virton
  - Nivelles
  - Thuin
  - Verviers
  - Soignies